# Đại học Địa chất Trung Quốc
Trường Đại học Địa chất Trung Quốc (tiếng Hoa giản thể: 中国地质大学; hay 地大; Bính âm: Zhōngguó Dìzhì Dàxué) là trường đại học trọng điểm quốc gia trực thuộc Bộ Giáo dục Trung Quốc đồng thời cũng là một trong số dự án "công trình 211" trọng điểm đầu tư xây dựng của chiến lược phát triển giáo dục Trung Quốc. Trường gồm hai cơ sở, một ở Hải Điến, Bắc Kinh, và một ở Vũ Hán thủ phủ tỉnh Hồ Bắc.
Trường được chú trọng đầu tư các ngành học ưu thế của bộ giáo dục, được quốc gia phê chuẩn thành lập học viện nghiên cứu sinh, có ngành địa chất học tài nguyên địa chất và địa chất công trình là các ngành học trọng điểm cấp 1 quốc gia. Hiện đang phát triển là trường đại học đa ngành đa lĩnh vực tiêu biểu như các ngành công nghệ, công trình, văn học, quản lý, kinh tế, pháp luật, giáo dục, triết học…

## Lịch sử
Trường đại học địa chất Trung Quốc được thành lập năm 1952 tiền thân là Học viện địa chất Bắc Kinh do đại học Bắc Kinh, đại học Thanh Hoa, đại học Thiên tân, học viện đường sắt Đường Sơn kết hợp lại mà thành. Năm 1960 được quốc gia quyết định là trường trọng điểm toàn quốc, năm 1970 di dời khỏi Bắc Kinh, 1975 trường được chuyển về Vũ Hán, năm 1978 học viện địa chất Vũ Hán thành lập phòng nghiên cứu sinh Bắc Kinh trên cơ sở và địa điểm cũ tại Bắc Kinh. Năm 1987 bộ giáo dục quốc gia phê chuẩn đổi tên là Đại học địa chất Trung Quốc (Vũ Hán) và Đại học địa chất Trung Quốc (Bắc Kinh), trường được mở tại hai nơi. Tháng 2 năm 2000 trường do Bộ Giáo dục và Bộ Tài nguyên lãnh thổ quốc gia đồng quản lý. Tháng 10 năm 2006, Bộ Giáo dục và Bộ Tài nguyên lãnh thổ quốc gia ký hiệp ước cùng xây dựng trường Đại học Địa chất Trung Quốc

## Vị trí địa lý
Cơ sở tại Vũ Hán, nằm ngay cạnh Đông Hồ, trông xa phía Nam là ngọn núi xanh biếc, tiếp giáp với khu công nghệ cao quốc gia "Quang Củ"có khu du lịch cấp 4A quốc gia. Là trường đại học duy nhất tỉnh Hồ Bắc giành được danh hiệu "đơn vị văn minh toàn quốc" tổng diện tích trường vào khoảng 1,140,430 m², diện tích xây dựng 755,634 m², diện tích phòng học là 258956 m², diện tích ký túc xá cho sinh viên là 252886 m², đường hầm dài 380 m nối liền hai khu Tây và Bắc của trường